# The Collection (telefilme)
The Collection é um telefilme britânico de 1976 dirigido por Michael Apted, baseado na peça teatral homônima escrita por Harold Pinter em 1961. É estrelada por Lawrence Olivier, Alan Bates, Malcolm McDowell e Helen Mirren.
Foi produzida pelo próprio Lawrence Olivier para Granada Television. Em 1977, o filme venceu um Emmy Internacional de Melhor Drama. Nos Estados Unidos foi exibido como um especial da série de televisão Great Performances no canal PBS Channel 2.

## Sinopse
Stella (Helen Mirren), que tem uma boutique de moda, decide inventar um caso amoroso com Bill (Malcolm McDowell), estilista de moda, com quem se cruzou em Leeds, na apresentação da sua coleção.
O marido, James (Alan Bates), procura obter uma satisfação de Bill que de princípio se mostra escandalizado mas que, pouco a pouco, se deixa fascinar pela ambiguidade da situação, corroborando a história de Stella.
A outra figura do casal de homossexuais é Harry (Lawrence Olivier) que vive com o companheiro, muito mais novo, uma relação conflituosa.

## Elenco
- Alan Bates ... James
- Helen Mirren ... Stella
- Laurence Olivier ... Harry
- Malcolm McDowell ... Bill
- Gail Harrison ... Assistente da boutique (não creditado)
- Maurice O'Connell ...